# Institut du cerveau et de la moelle épinière
L'Institut du cerveau et de la moelle épinière (Istituto del cervello e del midollo spinale) è una fondazione francese non profit dedicata allo studio della malattie neurologiche o psichiatriche (Alzheimer, Parkinson, distonia, epilessia, sclerosi multipla, ictus, cancro, demenza, depressione, disturbo ossessivo-compulsivo, autismo, ecc.) nonché nel midollo spinale (paraplegia, quadriplegia, ecc.).
È stato fondato il 24 settembre 2010, nel sito dell'ospedale Pitié-Salpêtrière, ed è un centro di ricerca gestito da 600 ricercatori, ingegneri e tecnici.

## Membri fondatori
L'ICM riunisce personalità di ogni estrazione sociale (medicina, sport, commercio, cinema, ecc.) E che hanno messo le loro varie aree di competenza al servizio della Fondazione: Gérard Saillant (Presidente dell'ICM), Yves Agid (direttore scientifico), Olivier Lyon-Caen, Luc Besson, Louis Camilleri, Jean Glavany, Maurice Lévy, Jean-Pierre Martel, Max Mosley, Lindsay Owen-Jones, Michael Schumacher, Jean Todt, David de Rothschild o Serge Weinberg.
Gli sponsor dell'ICM sono Jean Reno e Michelle Yeoh.

## Incubatore iPEPS
L'ICM ospita un incubatore di imprese. A dicembre 2019, più di 27 aziende sono state ospitate in questa incubatrice.